# ستيوارت إيتون
ستيوارت إيتون (28 يوليو 1979 في المملكة المتحدة - ) (بالإنجليزية: Stewart Eaton)‏ هو لاعب كريكت بريطاني. لعب مع Cheshire County Cricket Club ‏.

## وصلات خارجية
- ستيوارت إيتون على موقع إي آس بي آن كريك إنفو (الإنجليزية)